# Christian Grönvall
Christian Grönvall, född 21 augusti 1720 i Eksjö, död 9 augusti 1793 i Vists socken, var en svensk präst.

## Biografi
Grönvall döptes 21 augusti 1720 i Eksjö. Han var son till rådmannen Jöns Larsson Grönvall och Margareta Ekerman. Grönvall började sina studier i Eksjö och Linköping. Han blev 1738 student vid Uppsala universitet och 1745 vid Lunds universitet. 1748 blev han magister. Grönvall prästvigdes 30 juni 1749 och blev huspredikant på Knutstorp i Skåne. 1753 blev han huspredikant på Säby i Vists socken. Grönvall avlade pastoralexamen 15 juni 1756. 16 november 1758 blev han komminister i Vårdnäs församling och tillträdde tjänsten 1759. Grönvall blev 1 augusti 1767 kyrkoherde i Vists församling och tillträdde tjänsten 1768. Han blev 25 september 1782 prost. Grönvall avled 1793 i Vists socken.
Han blev 1778 vald till präst i Stora Åby församling. Grönvall blev även kallad till provpredikan i Jönköpings stadsförsamling och blev förslagen till förste predikant 1783.

### Familj
Grönvall gifte sig 25 mars 1760 med Eva Elisabeth Juringius (1739-1814). Hon var dotter till kyrkoherden i Västra Eneby socken. De fick tillsammans barnen Johan (1761-1825) och Eva Sophia (1770-1777).